# Elatostema suborbiculare
Elatostema suborbiculare är en nässelväxtart som beskrevs av Elmer Drew Merrill. Elatostema suborbiculare ingår i släktet Elatostema och familjen nässelväxter. Inga underarter finns listade i Catalogue of Life.